# 1893년 프랑스 총선
1893년 프랑스 총선은 1893년 8월 20일과 9월 3일 프랑스에서 치러진 총선이다

## 선거 결과
정당별 의석수
| 정당        | 의석수 |
| ----------- | ------ |
| 온건 공화파 | 317    |
| 독립 급진파 | 122    |
| 왕당파      | 58     |
| 보수파      | 35     |
| 사회주의파  | 33     |
| 급진사회당  | 16     |
| 합계        | 581    |